# Kastanéa (Piérie)
Kastanéa, en grec moderne : Καστανέα, est un village du dème de Pýdna-Kolindrós, de Macédoine-Centrale en Grèce.
Selon le recensement de 2011, la population du village s'élève à 249 habitants.